# Lloyd’s Building
Lloyd’s Building (potocznie nazywany również Inside-Out Building) – siedziba firmy ubezpieczeniowej Lloyd’s w Londynie, znajdująca się przy Lime Street, w głównej dzielnicy biznesowej City of London. Budynek, zaprojektowany przez brytyjskiego architekta Richarda Rogersa, słynie ze swojej konstrukcji – dla zwiększenia powierzchni użytkowej wszystkie instalacje i windy zostały wyprowadzone na zewnątrz.

## Historia
Po ukończeniu w Paryżu budowy Centrum Pompidou w 1977 roku, architekci Richard Rogers i Renzo Piano otrzymali zlecenie na zaprojektowanie nowego budynku dla firmy ubezpieczeniowej Lloyd’s w Londynie. Firma Lloyd’s of London jest jedną z największych firm ubezpieczeniowych na świecie, jej historia sięga XVII wieku.
Budynek z 1928 roku, znajdujący się na skrzyżowaniu ulic Lime Street i Leadenhall Street został zburzony, aby zrobić miejsce dla obecnego budynku, który został oficjalnie otwarty przez królową Elżbietę II w dniu 18 listopada 1986 roku. Z roku 1928 zachowało się wejście do budynku od strony Leadenhall Street.
Podobnie jak Centrum Pompidou, budynek wyróżniał się innowacyjną konstrukcją: klatki schodowe, windy, rury, przewody elektryczne i wodociągowe zostały wyprowadzone na zewnątrz budynku, w celu powiększenia przestrzeni wewnątrz budynku. 12 szklanych wind, poruszających się na zewnątrz budynku, były pierwszym tego rodzaju zastowaniem inżynieryjnym w Wielkiej Brytanii. Materiały użyte przy budowie to: szkło, stal i beton. Konstrukcja składa się z trzech wież i dużego przeszklonego atrium (60 m²), znajdującego się w samym sercu budynku.
W 2011 roku Lloyd’s Building wpisany został do rejestru zabytkowych budynków jako obiekt klasy I (Grade I).

## W kulturze popularnej
W budynku były kręcone niektóre sceny do filmów:
- Strażnicy Galaktyki (2014)
- Climbing Great Buildings (2010)
- Autor widmo (2010)
- Mamma Mia! (2008)
- Dobry rok (2006)
- Kodeks 46 (2003)
- Zawód: Szpieg (2001)
- Dowód życia (2000)
- Fred Dibnah's Magnificent Monuments (2000), TV series
- Osaczeni (1999)
- Rewolwer i melonik (1998)
- Different for Girls (1996)
- Hakerzy (1995)
- Search Out Science "Search Out Space" (1990)[8][9][10][11]

## Galeria

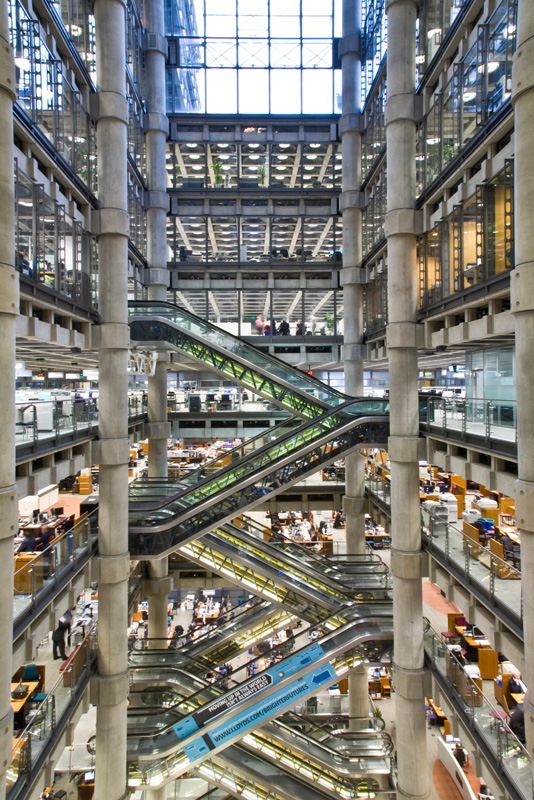
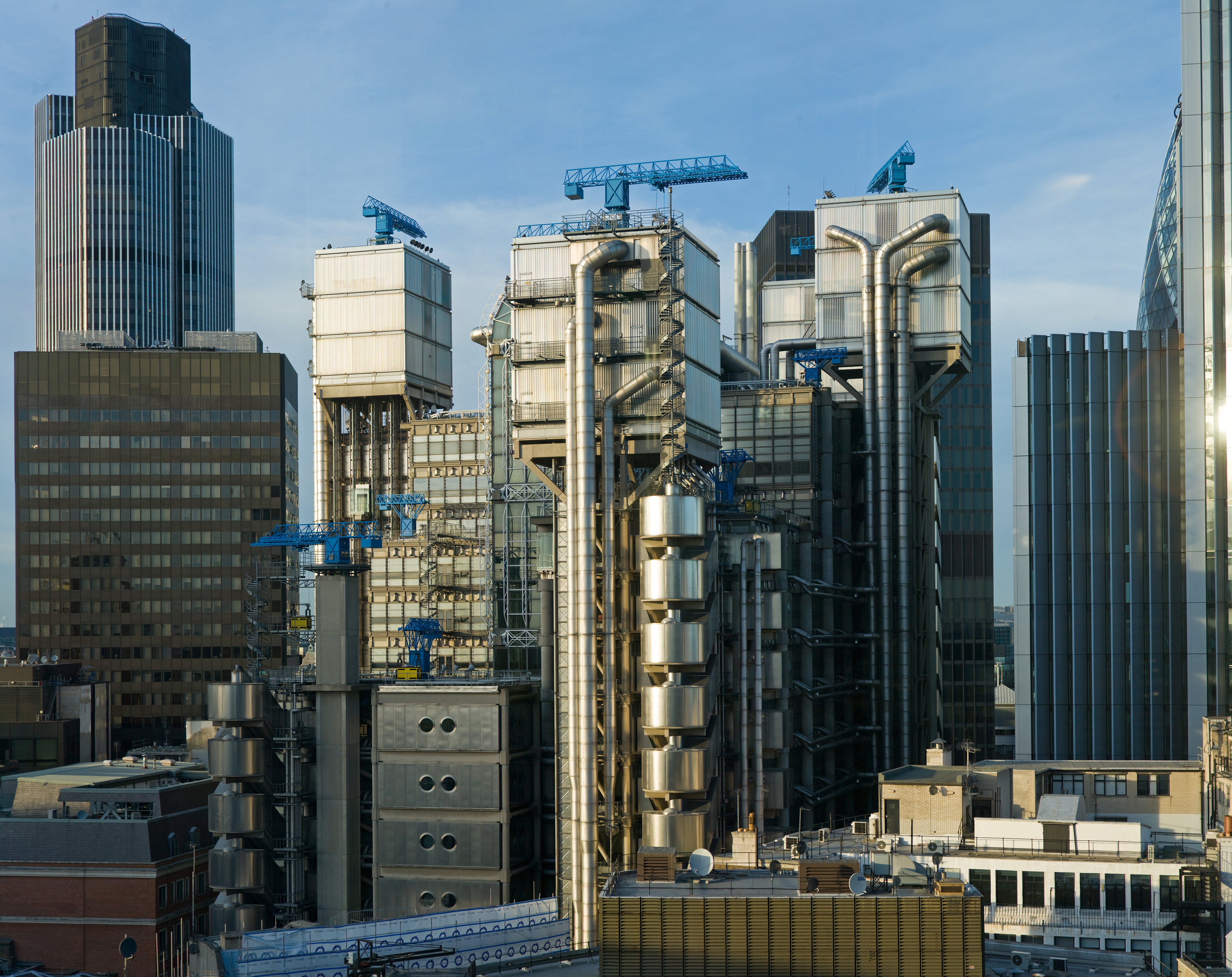
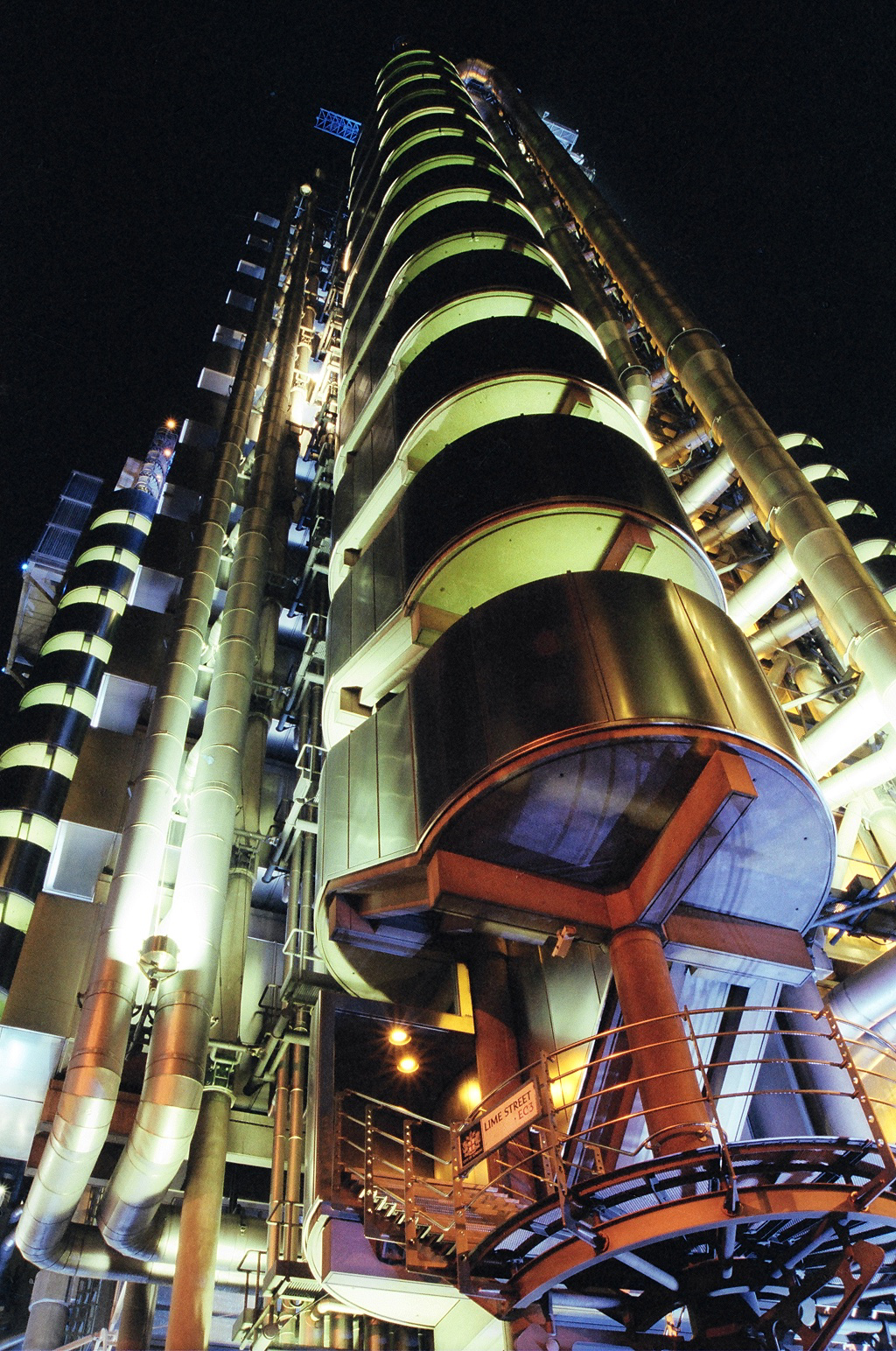
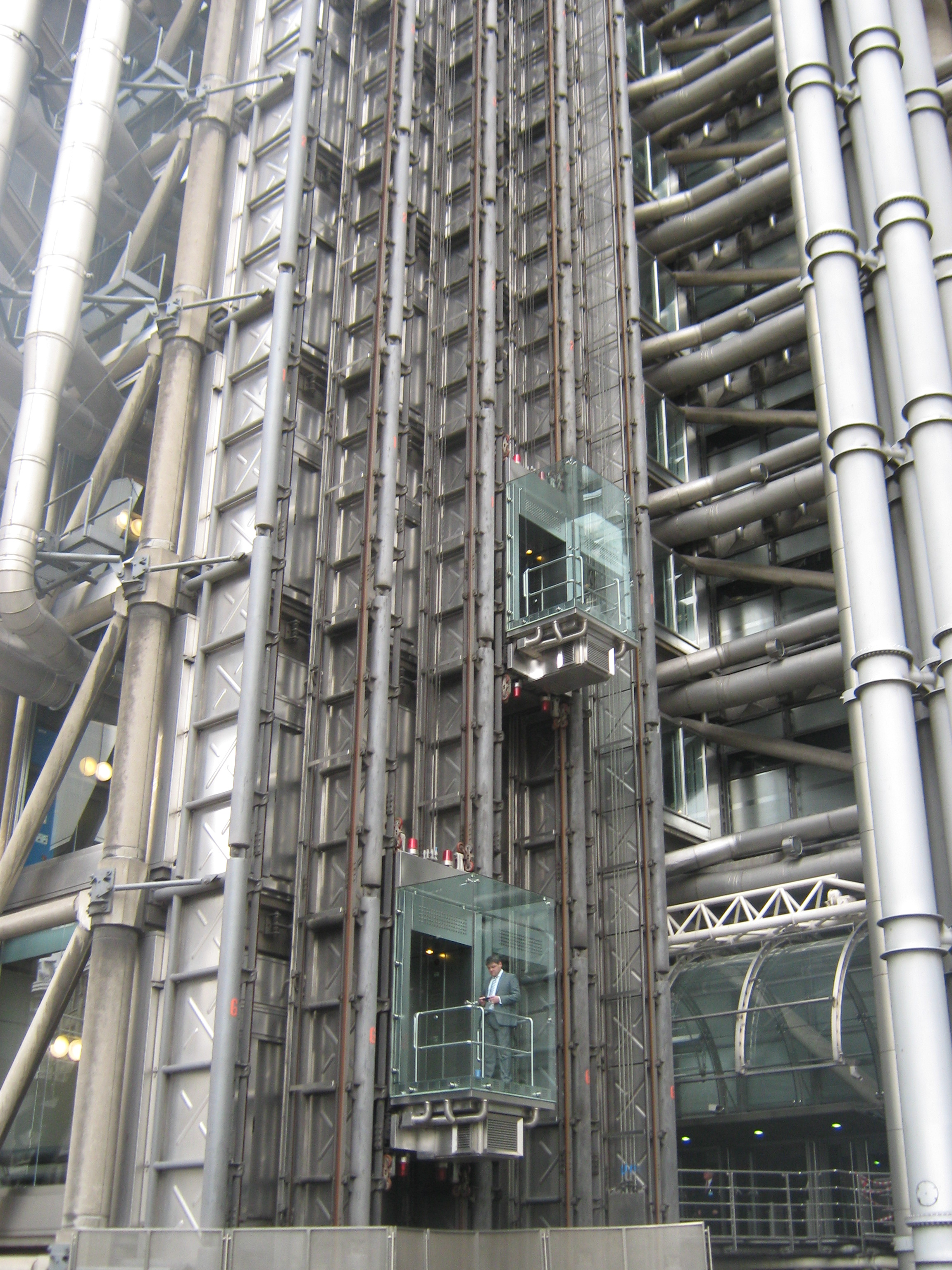
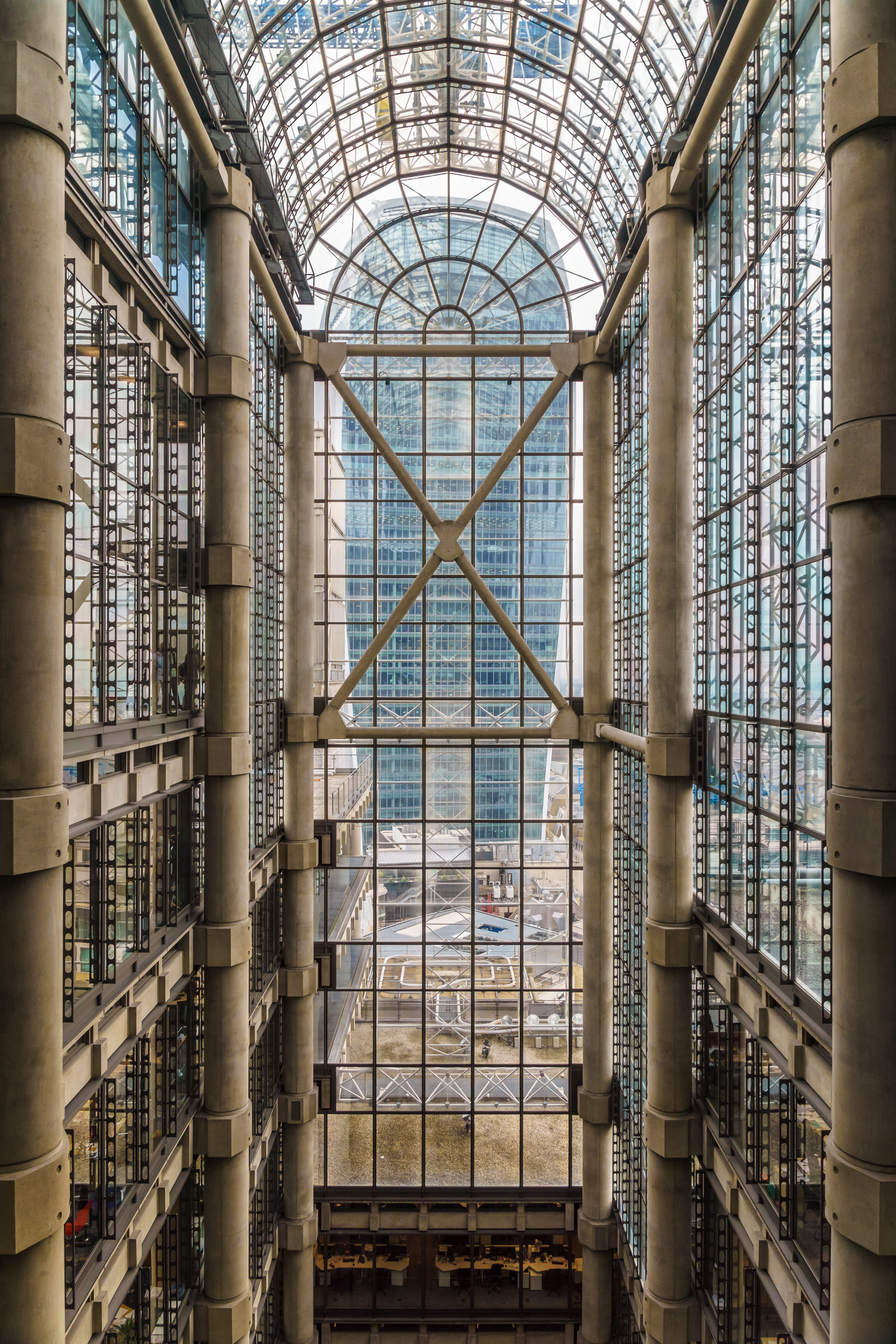
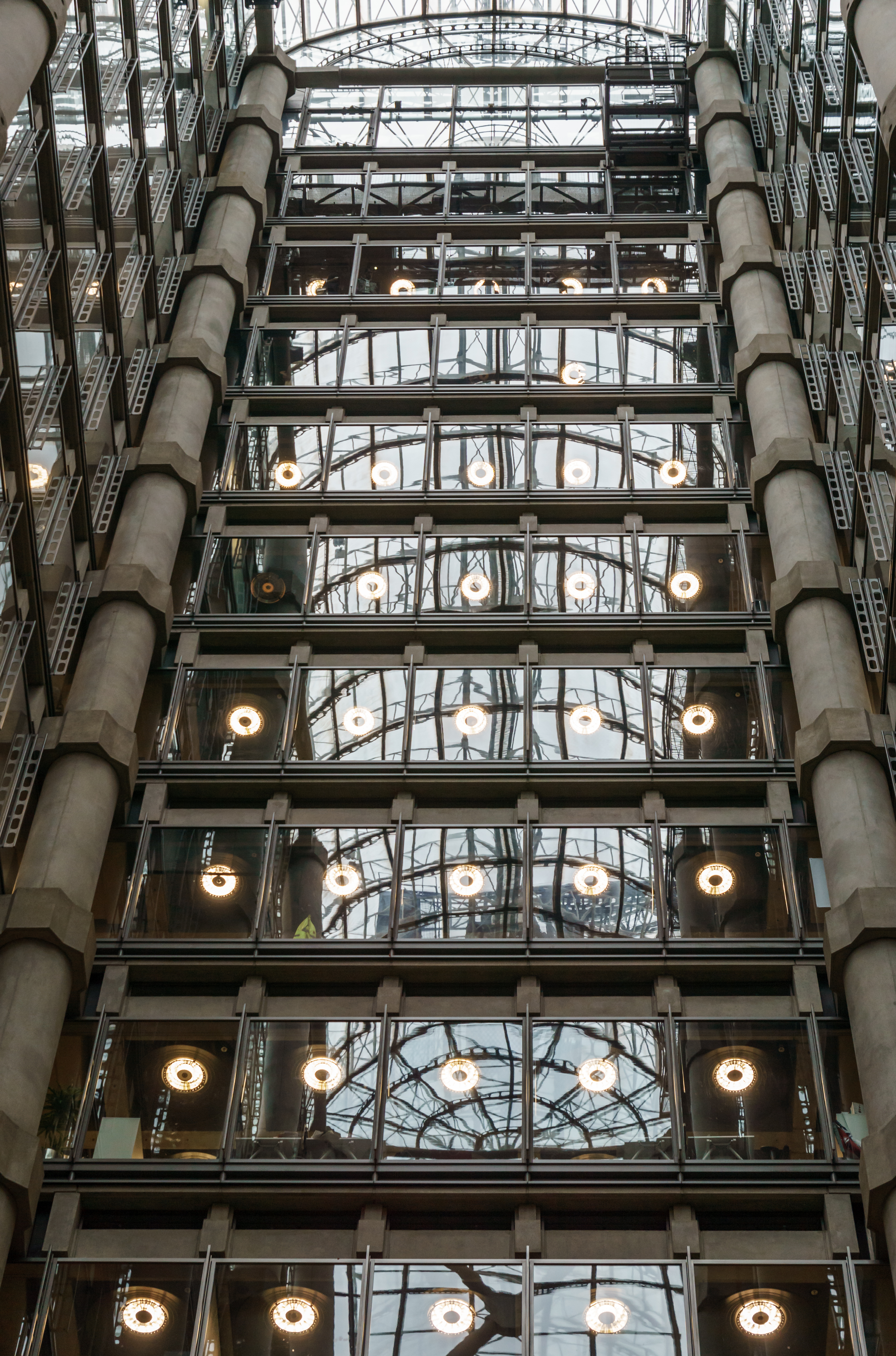
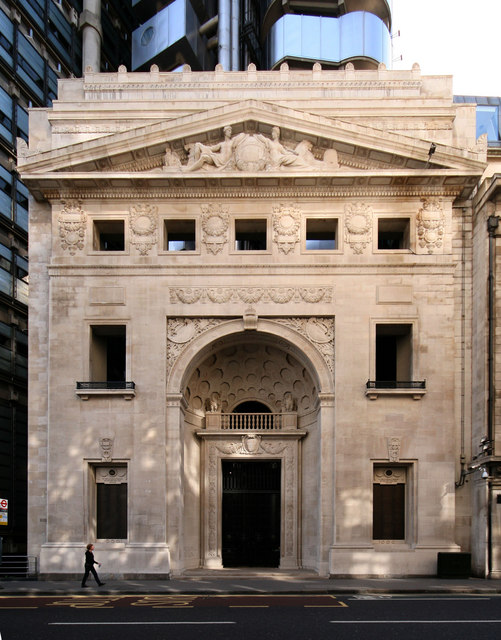